# Gare du Vésinet-Centre
Ne doit pas être confondu avec Gare du Vésinet - Le Pecq.
La gare du Vésinet-Centre est une gare ferroviaire française de la ligne de Paris-Saint-Lazare à Saint-Germain-en-Laye, située dans la commune du Vésinet (département des Yvelines).
C'est une gare de la Régie autonome des transports parisiens (RATP) desservie par les trains de la ligne A du RER.

## Situation ferroviaire
La gare du Vésinet-Centre est située au point kilométrique (PK) 16,5 de la ligne de Paris-Saint-Lazare à Saint-Germain-en-Laye, entre la Chatou - Croissy et celle du Vésinet - Le Pecq.

## Histoire
La gare est mise en service le 26 août 1837 à l'occasion de la création de la première ligne ferroviaire d'Île-de-France de Paris à Saint-Germain-en-Laye qui, dans un premier temps, se limitera à une ligne de Paris au Pecq inaugurée deux jours avant.
En 2021, selon les estimations de la RATP, 974 465 voyageurs sont entrés dans cette gare.

## Service voyageurs

### Accès
La gare dispose de deux accès :
- l'accès no 1 « rue du Général Clavery » ;
- l'accès no 2 « avenue Maurice Berteaux ».

Accès à la gare
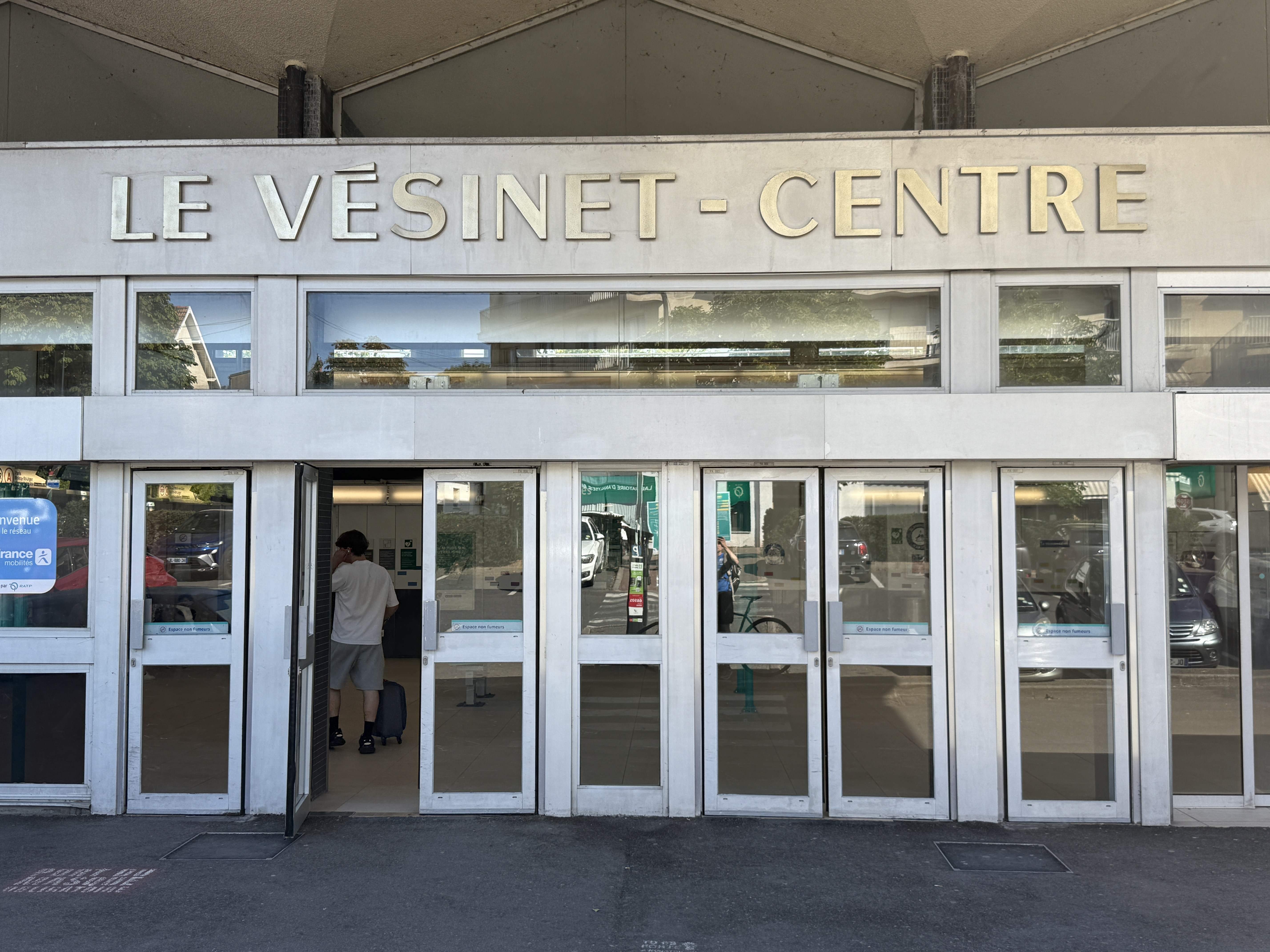
L'accès no 1 « rue du Général Clavery ».
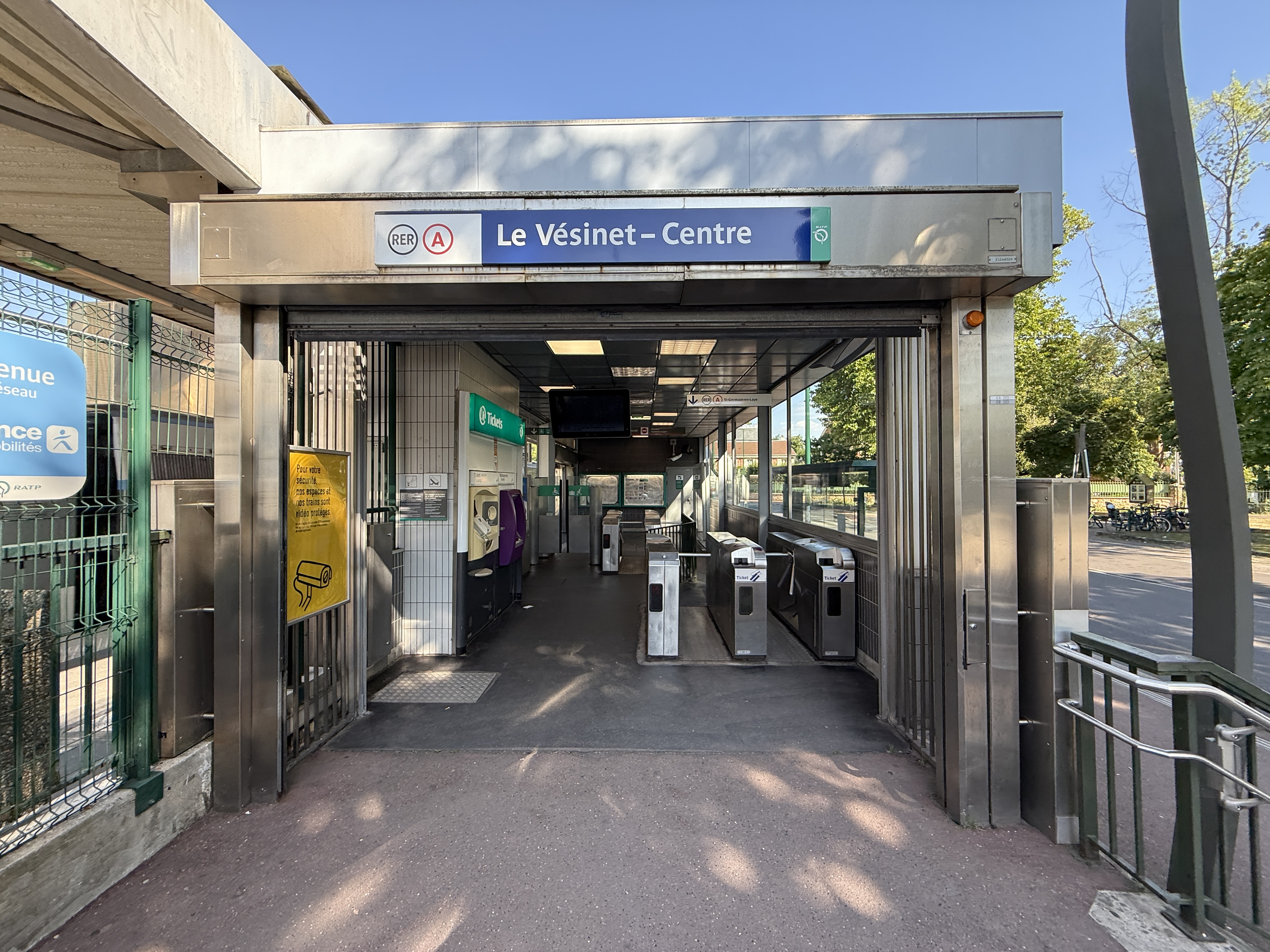
L'accès no 2 « avenue Maurice Berteaux ».

### Desserte

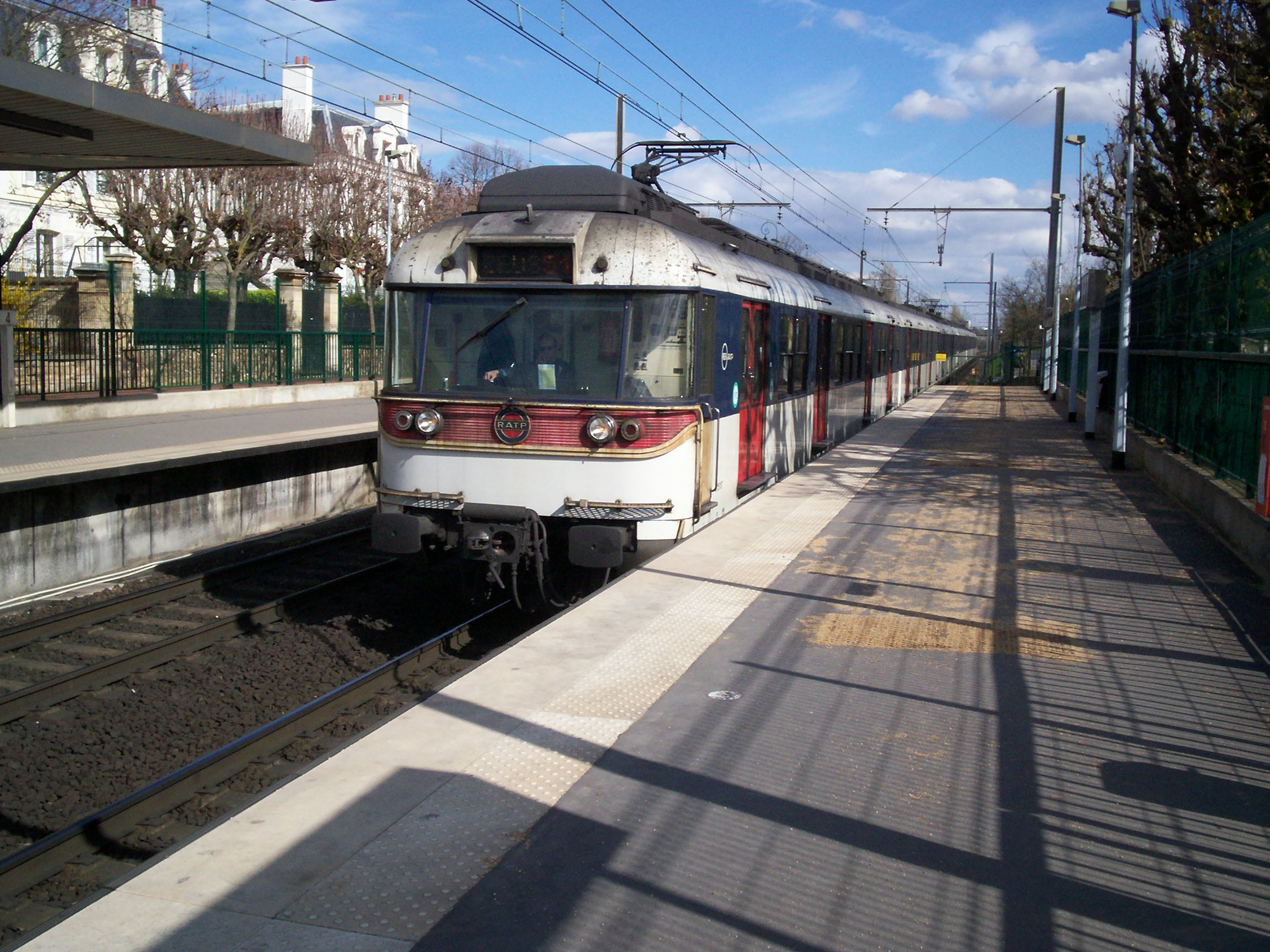
Rame MS 61 à quai

Le Vésinet-Centre est desservie par les trains de la ligne A du RER parcourant la branche A1 (vers et de Saint-Germain-en-Laye). La desserte est de : un train toutes les 10 minutes en pleine journée ;
un train toutes les 15 minutes en soirée.

### Intermodalité
La gare est desservie par des bus des lignes 20, E et M du réseau de bus Argenteuil - Boucles de Seine et, la nuit, par la ligne N153 du réseau Noctilien.